# Браян Джонсон
Брайан Джонсон (англ. Brian Johnson; 5 жовтня 1947) — рок-музикант і поет, вокаліст гурту AC/DC і колишній вокаліст гурту Geordie.

## Життєпис
Народився в Ньюкаслі (Англія). В 1971 Брайан з двома приятелями створює гурт Buffalo, пізніше перейменовану на Geordie, проте до самого свого розпаду в 1976 цей гурт так і не набув популярності.
1980 року вступає до гурту AC/DC, в якому замінив Бона Скотта по його смерті. Вже перший записаний разом з ним альбом Back in Black став найбільш продаваним в дискографії колективу. Брайан Джонсон був запрошеною зіркою в фільмі «Гол!» і озвучив голос у грі Call of Duty: Finest Hour. Співак посідає тридцять дев'яту позицію в переліку ста найкращих виконавців всіх часів за версією журналу Hit Parader і тридцять другу в рейтингу найкращих фронтменів за версією журналу Classic Rock.
Навесні 2016-го Брайан заявив, що мусить полишити AC/DC через проблеми зі слухом. Проте вже влітку натякав на свою готовність продовжити виступи.
У 2023 році вперше українською вийшли мемуари Браяна Джонсона в перекладі Анастасії Цимбал — «Життя Браяна. Мемуари соліста AC/DC» у видавництві Лабораторія. Це історія, розказана з перших уст про факти та події, досі не відомі ні фанатам гурту, ні поціновувачам жанру.

## Дискографія
Geordie
| Назва альбому               | Дата випуску | Лейбл              |
| Hope You Like It            | 1973         | Repertoire Records |
| Don't Be Fooled by the Name | 1974         | Repertoire Records |
| Save the World              | 1976         | EMI                |
| No Good Woman               | 1978         | EMI                |

AC/DC
| Назва альбому           | Дата випуску  | Лейбл    | Продажі у США | Світові продажі |
| Back in Black           | Липень 1980   | Atlantic | 22,000,000    | 50,000,000      |
| For Those About to Rock | Листопад 1981 | Atlantic | 4,000,000     | 7,000,000       |
| Flick of the Switch     | Вересень 1983 | Atlantic | 1,000,000     | 4,000,000       |
| Fly on the Wall         | Червень 1985  | Atlantic | 1,000,000     | 4,200,000       |
| Who Made Who            | Травень 1986  | Atlantic | 5,000,000     | 10,000,000      |
| Blow Up Your Video      | Січень 1988   | Atlantic | 2,000,000     | 4,000,000       |
| The Razors Edge         | Вересень 1990 | Atco     | 5,000,000     | 12,000,000      |
| Live                    | Жовтень 1992  | Atco     | 5,000,000     | 8,000,000       |
| Ballbreaker             | Вересень 1995 | Elektra  | 2,000,000     | 6,000,000       |
| Stiff Upper Lip         | Лютий 2000    | Elektra  | 1,000,000     | 4,000,000       |
| Black Ice               | Жовтень 2008  | Columbia | 2,500,000     | 6,200,000       |
| Rock or Bust            | Листопад 2014 | Columbia | TBA           | TBA             |

Соло
| Назва                                                     | Дата випуску |
| National Lampoon's Totally Baked: A Potumentary саундтрек | Квітень 2007 |